# Santo Domingo (Asunción)
Santo Domingo es un  barrio de Asunción, capital del Paraguay.

## Características
En toda su extensión, el uso comercial se desarrolla sobre la avenida Santísimo Sacramento y España, fundamentalmente.

## Geografía
El barrio Santo Domingo está situado en la ciudad de Asunción, capital del Paraguay, dentro de la bahía del Río Paraguay, ciudad cosmopolita, donde confluyen personas de distintas regiones del país y extranjeros que la habitan, ya arraigados en ella.

## Límites
Este barrio posee cuatro calles como límites, al este la calle Sgto. Feliciano Mareco, al sur la Av. España, al oeste la Av. Santísimo Sacramento y al norte la calle Dr. Manuel Peña.

## Superficie
El barrio Santo Domingo tiene una superficie de 1 km². 

## Vías y Medios de Comunicación
Las principales vías de comunicación del barrio Santo Domingo las constituyen y avenidas asfaltadas que entre otras son, la avenida Santísimo Sacramento, la calle Doctor Peña, la avenida España y la calle Nuestra Señora del Carmen.
Operan cuatro canales de televisión abiertos y varias empresas que emiten señales por cable. Se conectan con veinte emisoras de radio que transmiten en frecuencias AM y FM. 
Cuenta con los servicios telefónicos de Copaco y los de telefonía celular, además cuenta con varios otros medios de comunicación y a todos los lugares llegan los diarios capitalinos.

## Transporte
Los medios de transporte que circulan por el barrio Santo Domingo son las líneas 2, 7, 16, 3, 55 y 34.

## Instituciones y Organizaciones existentes

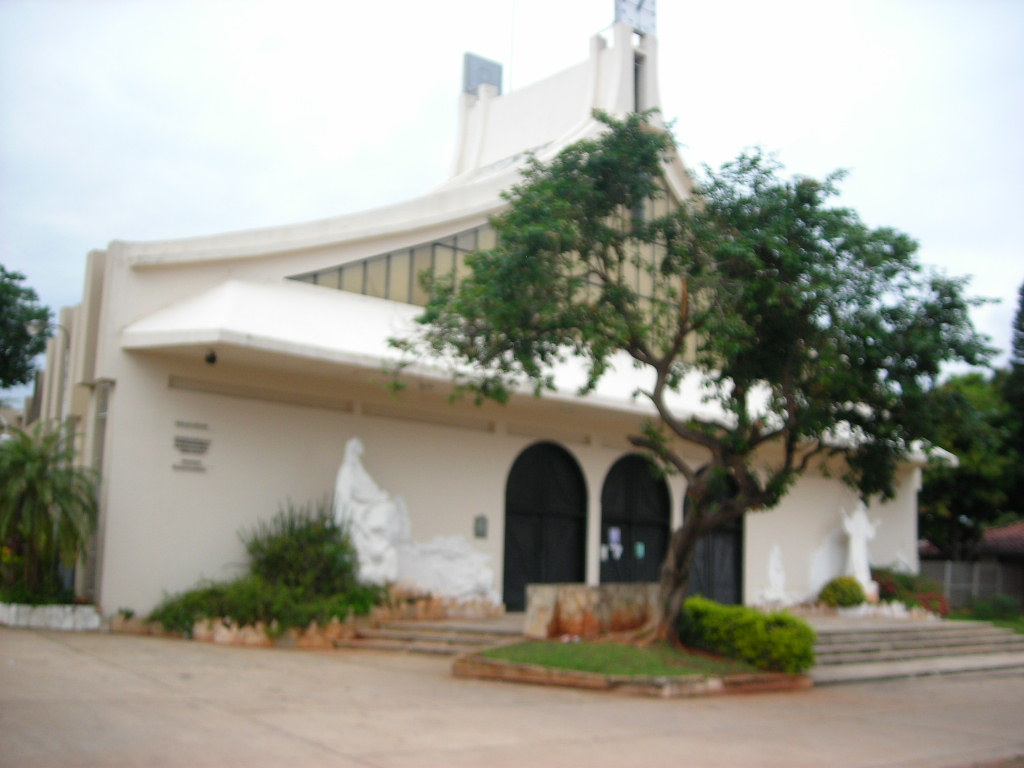
Iglesia Principal de las F.F.A.A.

- Funcionarios del Instituto de Previsión Social Asociados (F.I.P.S.A)

## Instituciones No Gubernamentales
Religiosa Católica
- Iglesia Principal de las F.F.A.A.

Otros
- Iglesia Evangélica Metodista Libre.

## Instituciones Gubernamentales
Municipales
Plazas
- Manorá

mall

## Notables residentes
- Horacio Cartes, anterior presidente de Paraguay

- Datos: Q7420510